# London Underground 1996 Tube Stock
Der London Underground 1996 Tube Stock (oder auch kurz nur 96 Tube Stock) ist eine Baureihe elektrischer Triebwagen, die auf der Londoner Jubilee Line eingesetzt wird. Entsprechend der bei London Underground üblichen Konventionen leitet sich die Bezeichnung aus dem geplanten Jahr der Indienststellung (1996) ab. Dabei ist jedoch zu beachten, dass 1996 Tube Stock vor dem etwas moderneren 1995 Tube Stock bestellt und auch etwas früher ausgeliefert wurde.

## Geschichte
Ursprünglich wurde die Baureihe bestellt, um die auf der Jubilee Line bisher eingesetzte Flotte vom Typ 1983 Tube Stock für die anstehende Jubilee Line Extension zu verstärken. Dazu sollten die älteren Fahrzeuge des 1983 Tube Stock modernisiert werden. Da sich dies als zu kostenintensiv erwies, entschied man sich die Jubilee Line komplett mit neuen Fahrzeugen auszurüsten, so dass 59 6-Wagen-Züge bestellt wurden, die den 1983 Tube Stock komplett ersetzten. Der Erste von 59 Zügen wurde am 24. Dezember 1997 in Dienst gestellt, der Letzte am 31. Juli 2001.
Im Jahr 2005 wurden die bisher eingesetzten 59 Züge um einen Wagen erweitert und so zu 7-Wagen-Zügen, daneben wurden weitere vier komplette neue 7-Wagen-Züge bestellt, so dass heute 63 Züge für den Betrieb auf der Jubilee Line zur Verfügung stehen. Alle Fahrzeuge wurden von Alstom in Birmingham gebaut.

## Zugbildung und Details
Der 1996 Tube Stock bestand ursprünglich aus Halbzügen, welche jeweils aus einem Driving Motor Car (DM), Trailer Car (T) und einem Uncoupling Non-Driving Motor Car (UNDM) bestehen. Ein Driving Motor Car ist dabei mit Führerstand und Antriebsmotoren ausgestattet, ein Uncoupling Non-Driving Motor Car hat zwar auch Antriebsmotoren, jedoch keinen vollwertigen Führerstand, sondern lediglich einen Rangierfahrschalter um das Rangieren in den Betriebshöfen zu ermöglichen. Im Jahr 2005 wurde die Hälfte der Halbzüge um einen zusätzlichen Trailer Car verlängert, so dass sich nun 7-Wagen-Züge mit der Formation DM-T-UNDM-UNDM-T-T-DM ergeben. Die Erweiterung um den zusätzlichen Wagen war bereits von Anfang an vorgesehen und daher vorbereitet, so war die nötige Antriebsleistung von Beginn an vorhanden und musste lediglich durch eine aktualisierte Software freigeschaltet werden. Ein Einsatz im Fahrgastbetrieb ist nur als 7-Wagen-Zug möglich und zulässig, unter anderem da die Züge sonst nicht an die Bahnsteigtüren der Tunnelstationen an der Jubilee Line Extension passen würden.
Der 1996 Tube Stock sollte ursprünglich gemeinsam mit älteren Zügen vom Typ 1983 Tube Stock eingesetzt werden, daher hat 1996 Tube Stock, im Gegensatz zum nur wenig älteren 1992 Tube Stock zum Beispiel relativ niedrige Fenster bekommen, damit die Fahrzeuge dem 1983 Tube Stock ähnlicher sehen. Die Fahrzeuge sind in der äußeren Erscheinung den, dem etwas jüngeren und ebenfalls von Alstom gebauten, Zügen des 1995 Tube Stock sehr ähnlich, die Wagenkästen sind bis auf wenige Details identisch, jedoch sind Züge des 1996 Tube Stock mit einem zusätzlichen Wagen länger als der 1995 Tube Stock mit seinen sechs Wagen. Trotz ihrer äußeren Ähnlichkeit unterscheiden sich die beiden Baureihen in Inneneinrichtung und technischer Ausstattung, so nutzt der jüngere 1995 Tube Stock IGBTs anstatt von GTO-Thyristoren zur Wandlung des Gleichstroms in Drehstrom für die Fahrmotoren, auch nutzt der 1996 Tube Stock noch Glühlampen für Scheinwerfer und Rückleuchten, während im 1995 Tube Stock schon Lampen mit LED-Technik eingesetzt werden. Grund für diese Unterschiede ist die Tatsache, dass das Design des 1996 Tube Stock bereits 1991 eingefroren wurde. Die im Jahre 2005 neu beschafften Züge und Wagen zur Verlängerung unterscheiden sich in einigen Details von den Fahrzeugen der ursprünglichen Lieferung, so haben sie zum Beispiel einen schwarzen Fußboden anstatt eines grauen und bernsteinfarbene LED-Anzeigen anstatt von roten erhalten.
Gemeinsam mit dem 1995 Tube Stock ist der 1996 Tube Stock die erste Baureihe, die von Beginn an mit Sperren zwischen den einzelnen Wagen ausgestattet wurde. An älteren Baureihen musste dieser Schutz vor Stürzen zwischen die einzelnen Wagen erst nachgerüstet werden.

## Einsatz
Der 1996 Tube Stock wird ausschließlich auf der Jubilee Line eingesetzt. Ein Einsatz auf anderen Underground-Strecken ist wegen der Gefahr von Störungen an Signalanlagen nicht zulässig.

## Galerie

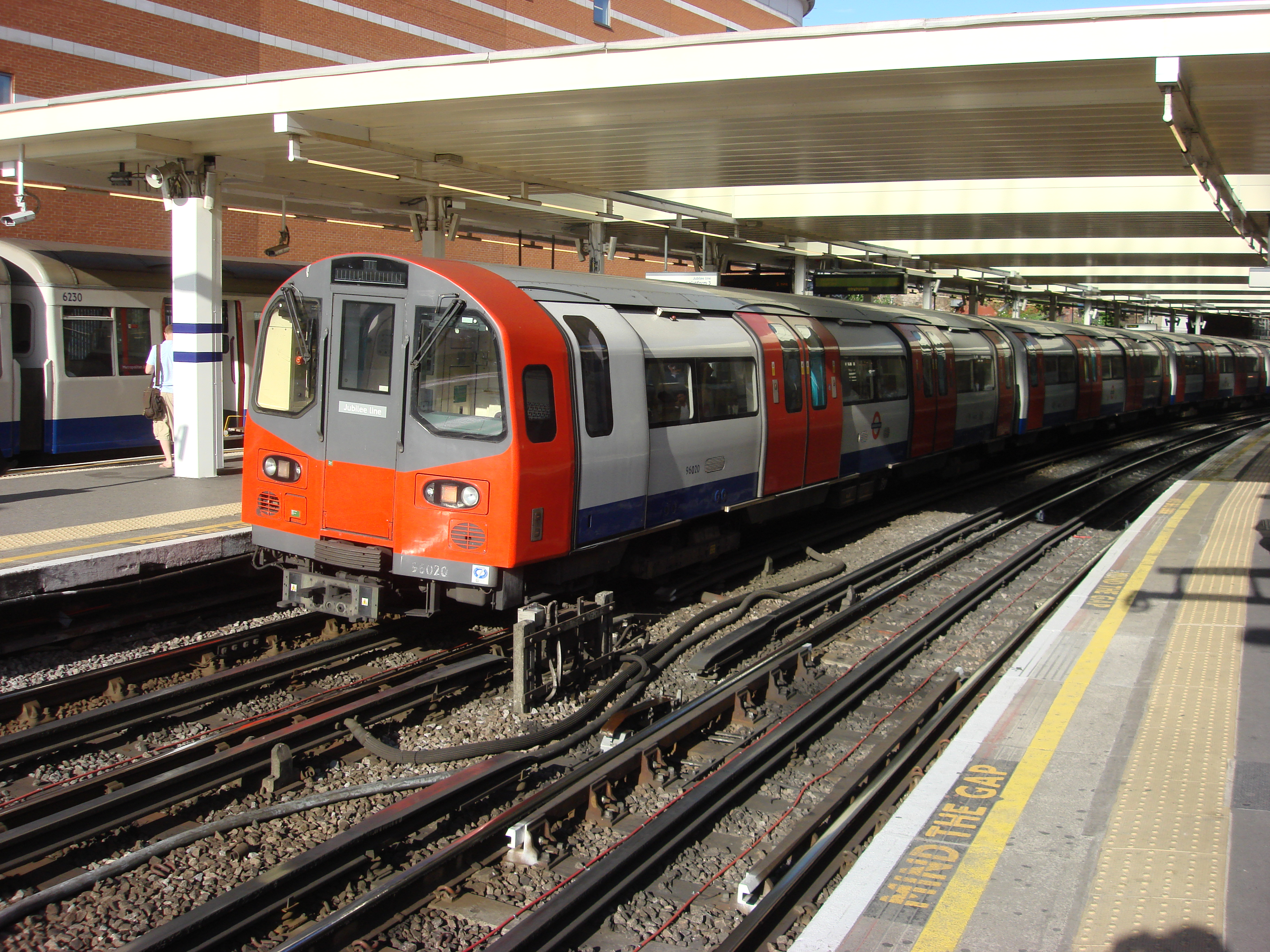
1996 Tube Stock in der Station Finchley Road
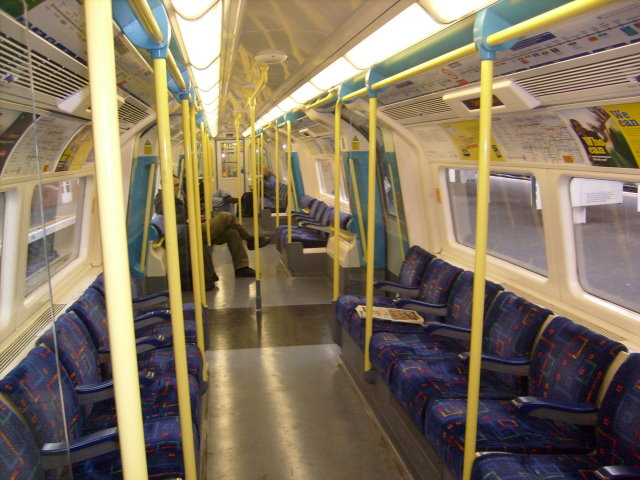
Innenraum des 1996 Tube Stock
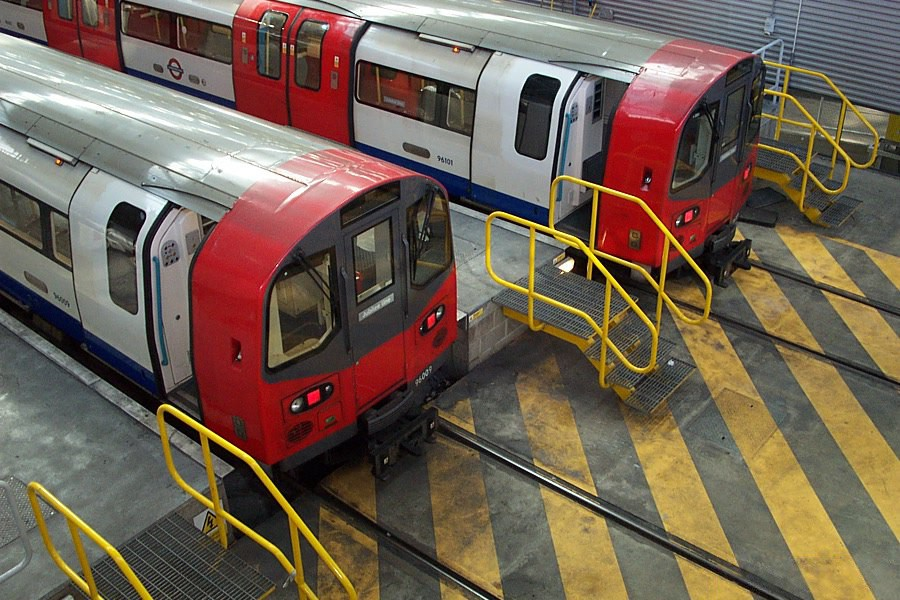
Zwei Züge in Depot Stratford Market
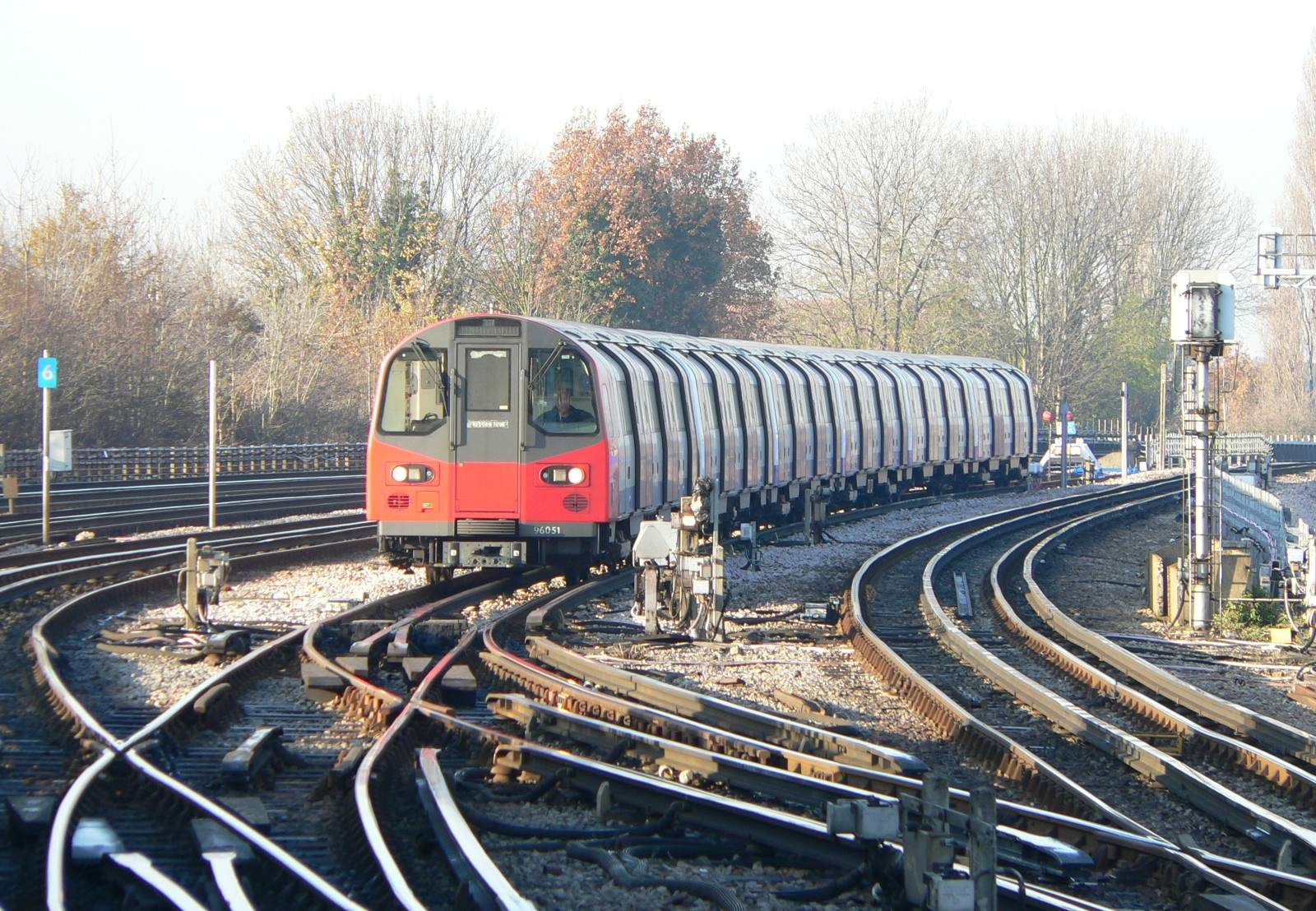
1996 Tube Stock in einem Kehrgleis an der Station Wembley Park
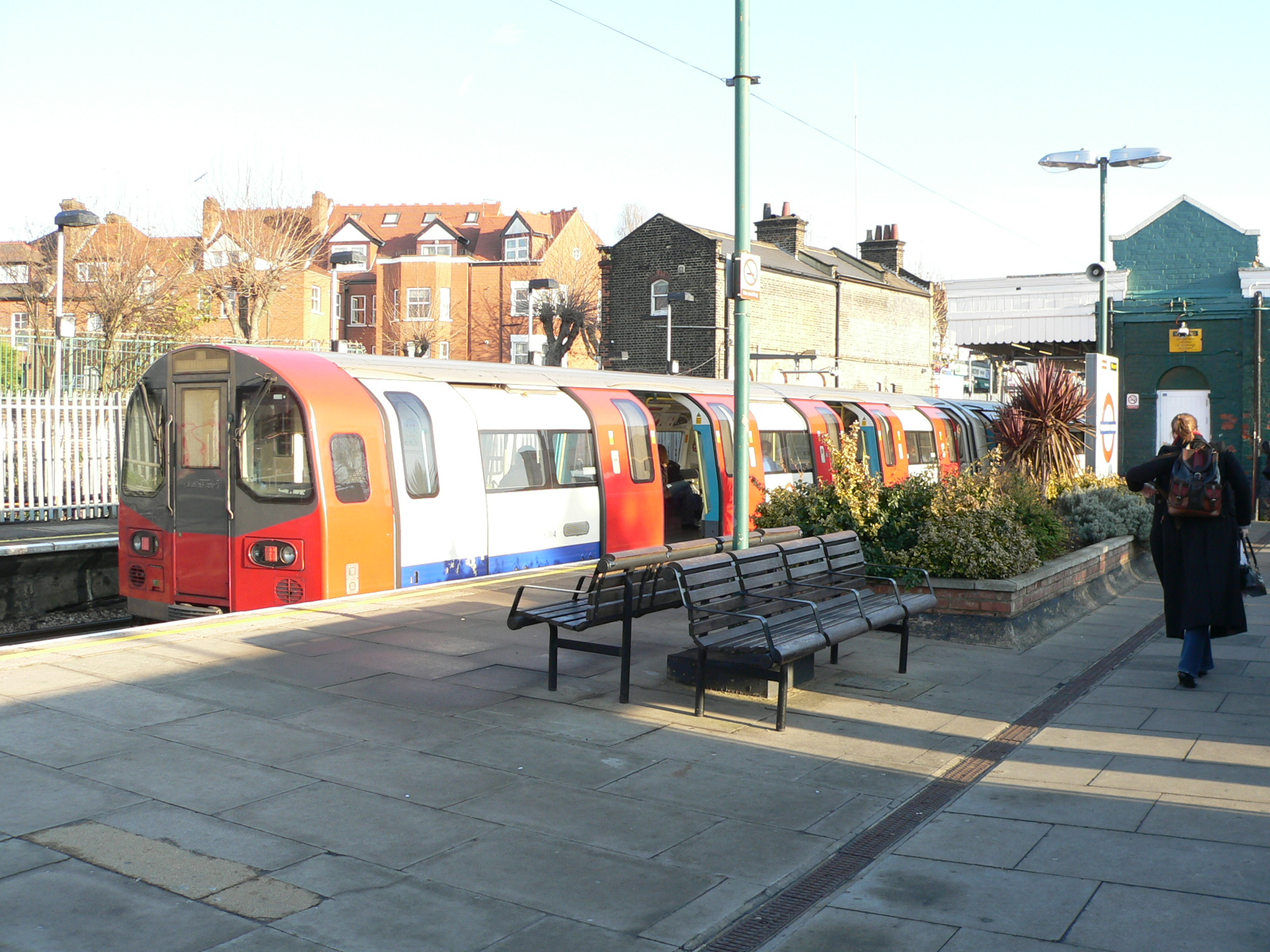
In der Station Willesden Green